# 詹皮耶罗·平齐
詹皮耶罗·平齐（義大利語：Giampiero Pinzi，1981年3月11日—），意大利男子足球运动员，现效力于意大利足球甲级联赛球队乌迪内斯。

## 生平
平齐出自家乡球队拉齐奥的青训体系，1999年进入一队，但无法为一线队在联赛中出场。2000年，他转会加盟另一支意大利足球甲级联赛球队乌迪内斯。
2004年，平齐曾代表意大利国奥队参加2004年雅典奥运会，并获得铜牌。他在2005年代表意大利国家队出场过一次，对手为冰岛。
2008年，他被租借到切沃一个赛季。2009年7月17日，切沃宣布续租平齐一个赛季。2010年夏季，他回到乌迪内斯，并在2012年10月和球队续约到2016年。